# 都市間鉄道
都市間鉄道（としかんてつどう）は、通勤列車や中距離電車よりも長い距離を結ぶ特急列車や急行列車のことをいう。
その正確な定義はなく、国ごとに意味が異なるが、最も広く言えば、一つの都市内で完結する通勤列車や、全駅に停車し地域輸送を担当する遅い中距離列車でもない列車であり、停車駅が限られ、クロスシートのような長距離輸送に適した快適な設備を有する特急列車や急行列車である。

## 速度
在来線による時速100キロ以下のものから新線を利用した時速300キロ以上の高速鉄道に分類されるものまで、様々である。都市間輸送においては、自動車や航空機と対抗したり、経済発展や需要創出を目指したりするためには高速化が重要な課題であり、多くの国で高速鉄道の整備や計画が進められている。

## 国・地域ごとの概況

### 東アジア

#### 日本

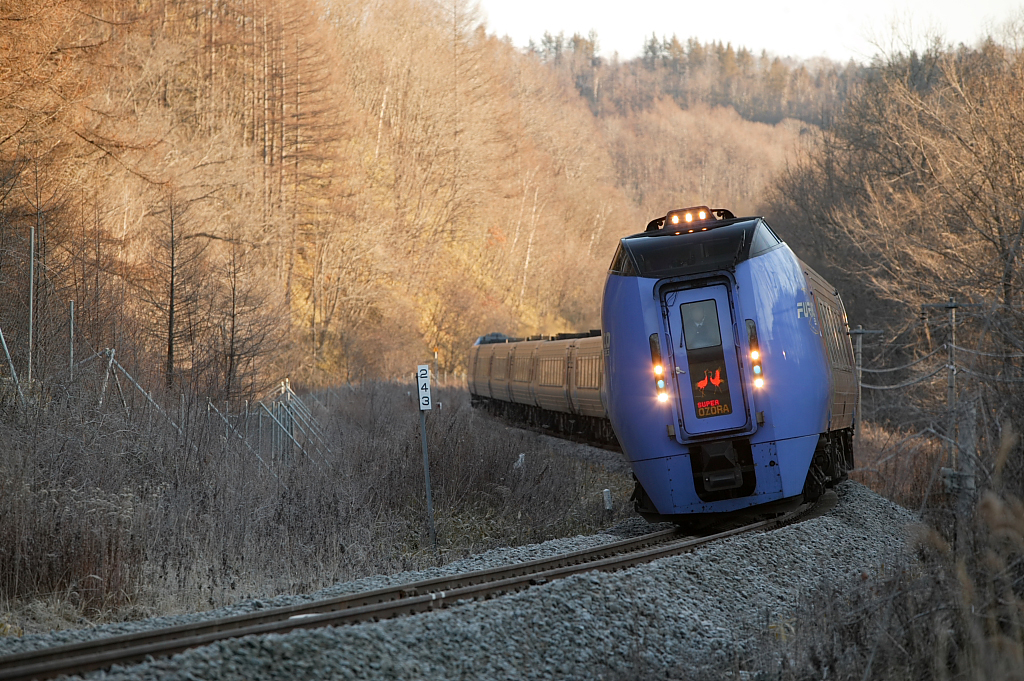
特急スーパーおおぞら号

日本で都市間鉄道と言えるのは主にJRの新幹線や在来線の特急列車である。沖縄県を除けば、人口10万人以上程度の主要都市の大部分は都市間鉄道で結ばれてネットワークを形成しており、新幹線・特急ルートにない場合も、普通列車を乗り継いで到達できる。また、東武鉄道、小田急電鉄、名古屋鉄道、近畿日本鉄道などの私鉄の一部も、都市間鉄道の分類に入る長距離特急列車を運行している。

#### 中国

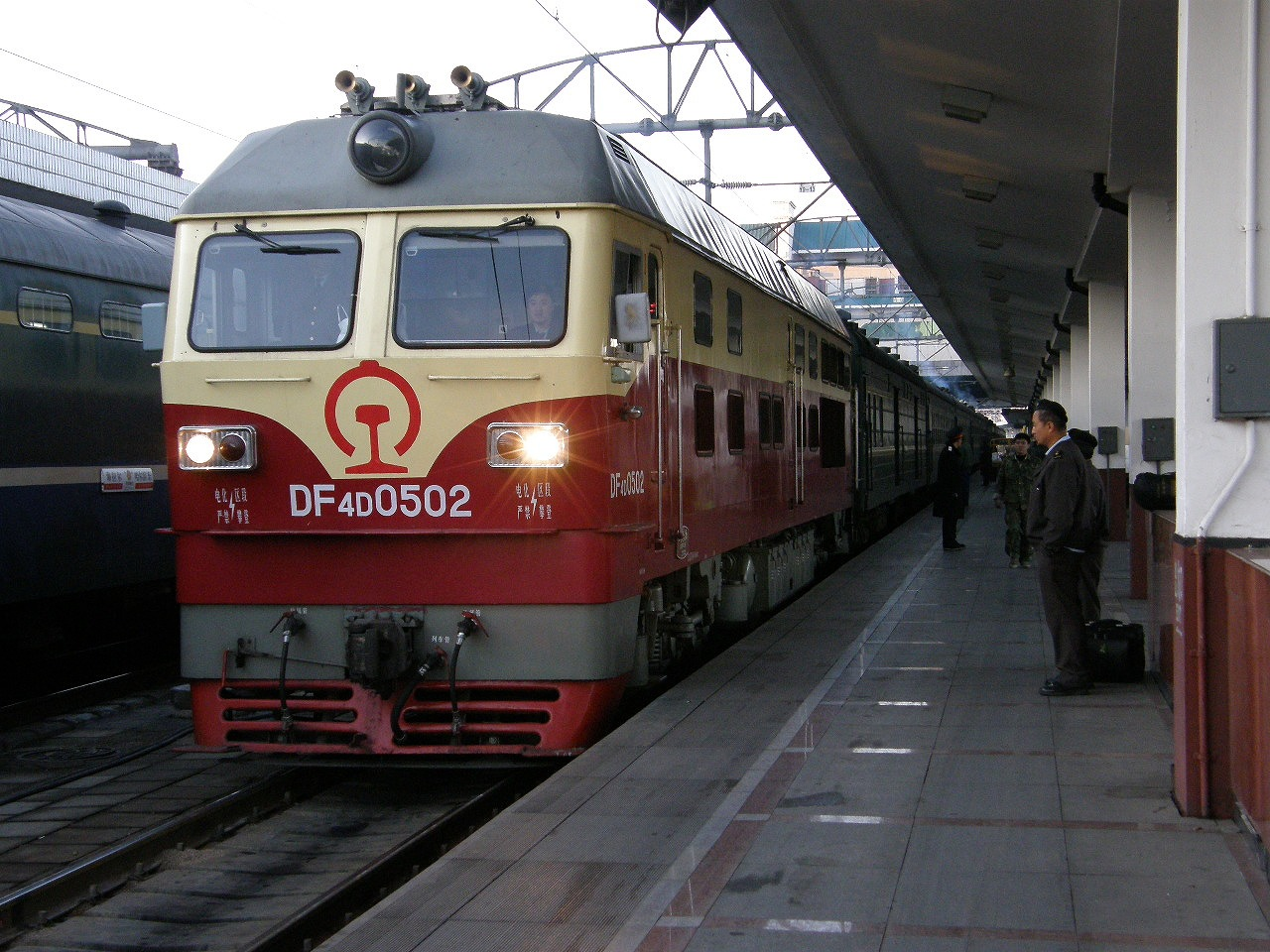

中国語では、都市間列車は城際列車と呼ばれる。近年は高速鉄道網の発展が目覚ましいが、在来線で夜行運転を行い２～３日をかけて走るような長距離列車も、依然として重要な役割を果たしている。列車種別は、主に直達特快列車（頭文字Z）、特快列車（頭文字T）（以上、特急に相当）、快速列車（頭文字K）で、高速化が進み、在来線でも改良により最高時速160～200キロの高速運転が行われている場合が多い。

#### 香港
紅磡駅から、中国大陸と結ぶ城際直通車が運行されている。北京西駅に直通する京九直通列車、上海駅に直通する滬九直通列車、広州東駅に直通する広九直通列車 がある。

#### 台湾

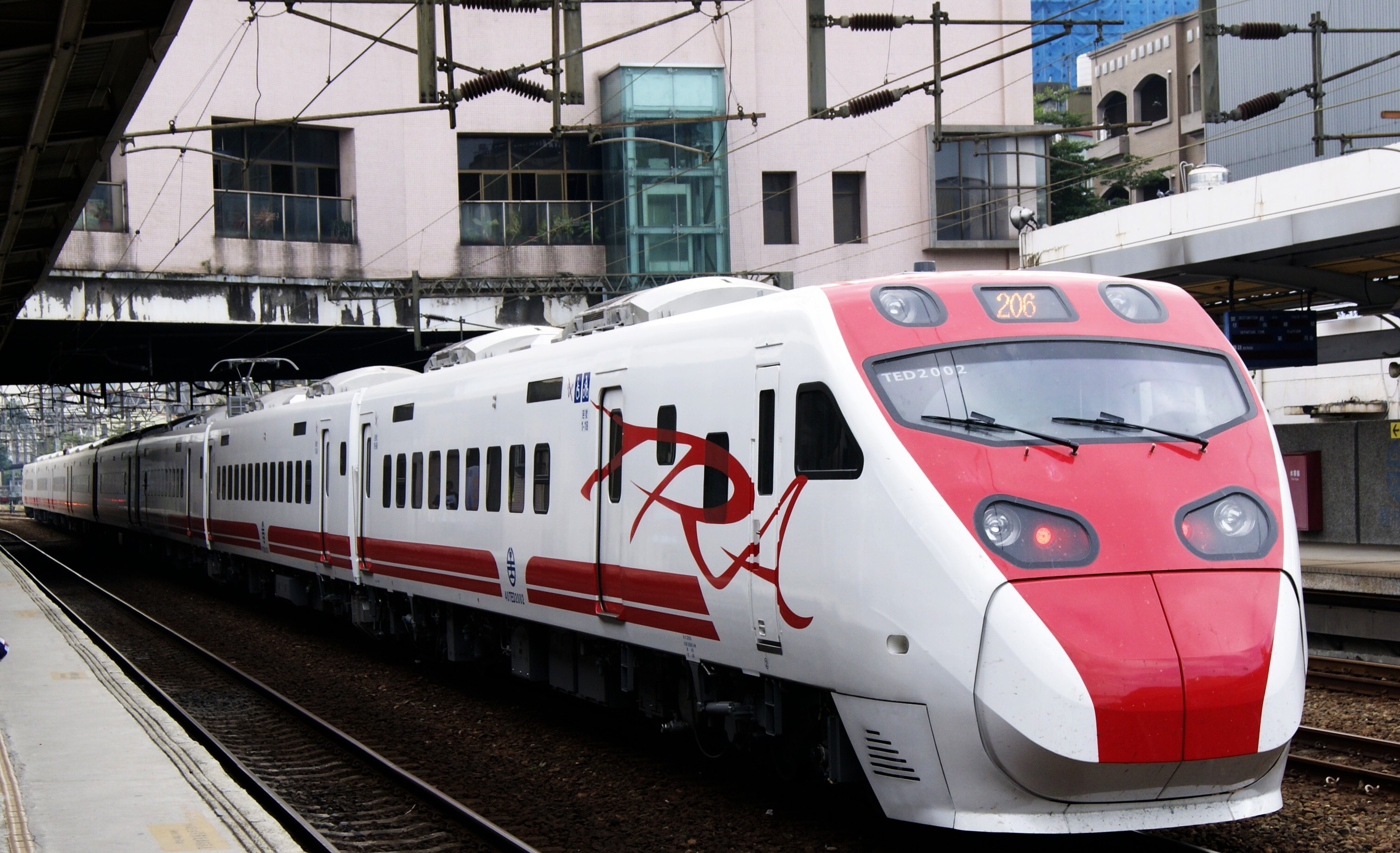
普悠瑪号

高速鉄道のほか、自強号 （特急に相当、最高速度130キロ）、莒光号、復興号が都市間鉄道の役割を果たしている。曲線を高速で通過できる日本製の車体傾斜式車両である太魯閣号や普悠瑪号が近年導入され、スピードアップや増便に大きな役割を果たした。

#### 韓国
在来線の都市間鉄道には、ITX-青春、ITX-セマウル、セマウル号、ムグンファ号、ヌリロがある。

### 東南アジア

#### マレーシア

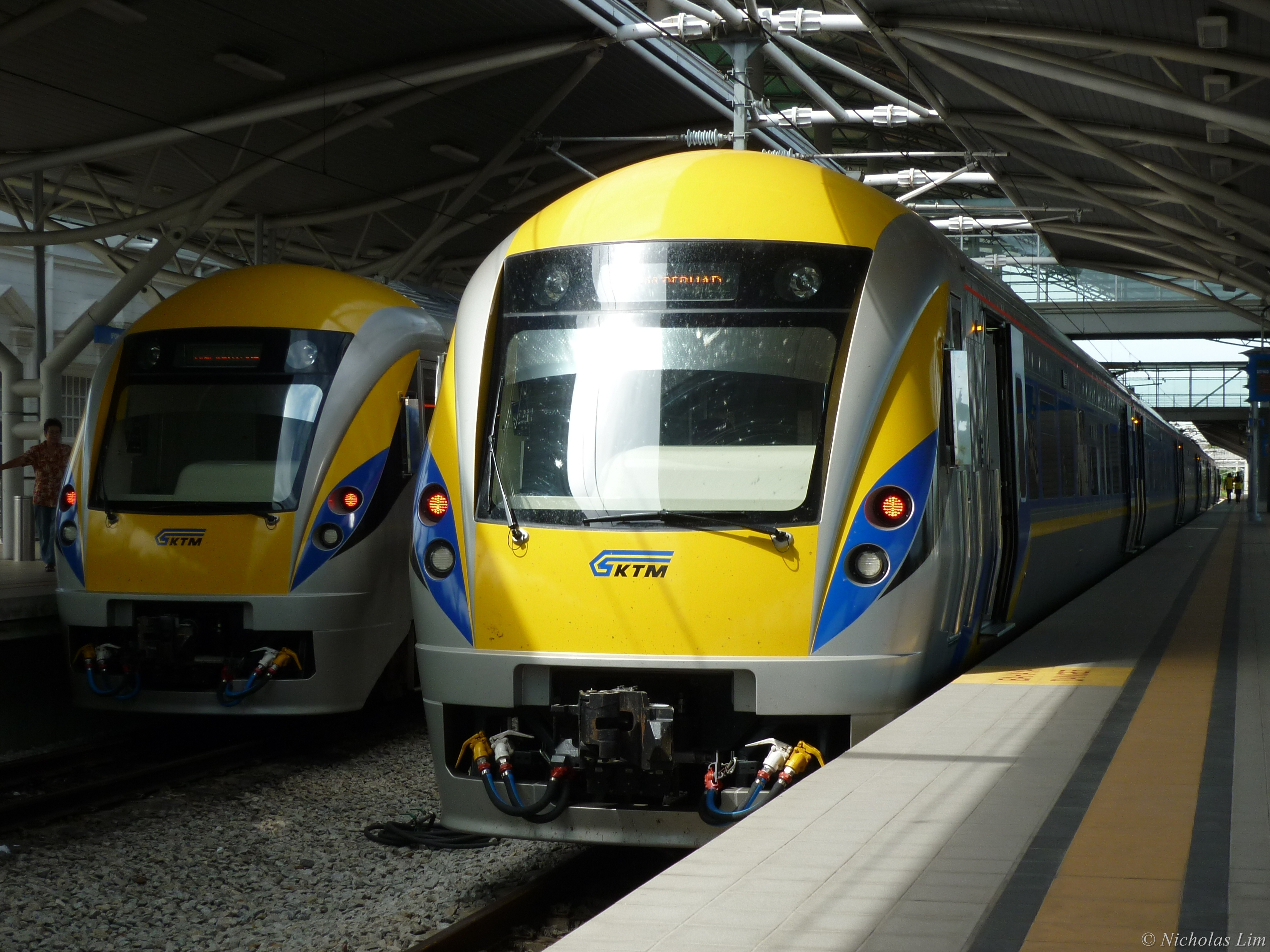
KTMエレクトリック・トレイン・サービス

電化区間では、1,000mmのメーター・ゲージでありながら最高速度160キロで運行するKTMエレクトリック・トレイン・サービスが、非電化区間ではKTMインターシティが運転されている。
このほか、タイ、インドネシア（主にジャワ島）、ベトナム、ミャンマーなどで都市間鉄道が運行されている。

### 南アジア

#### インド

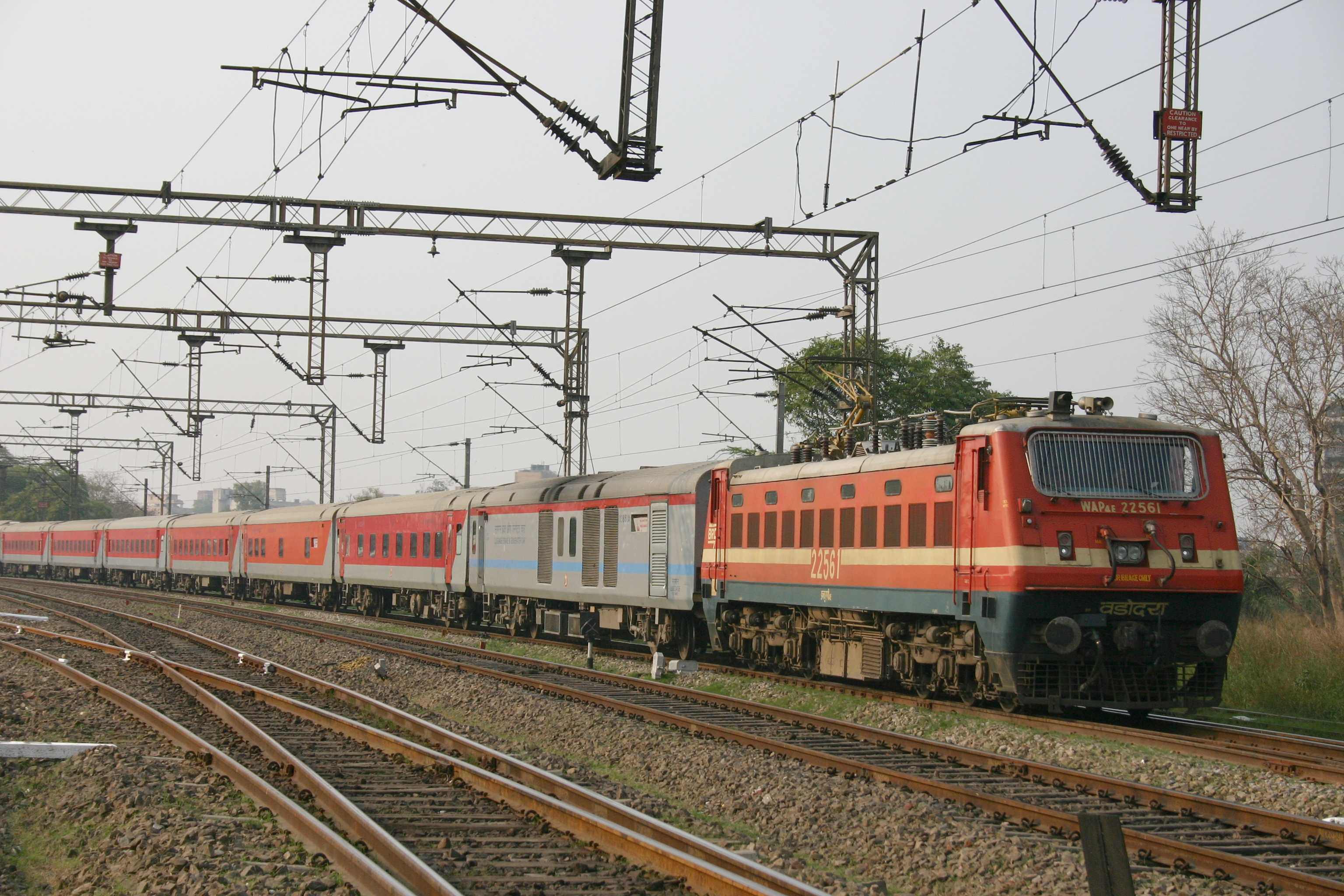
ラージダーニー急行

国中の都市間に急行列車のネットワークが張り巡らされており、最高時速150キロのシャターブディー急行、ラージダーニー急行などがその代表的なものである。

### ヨーロッパ

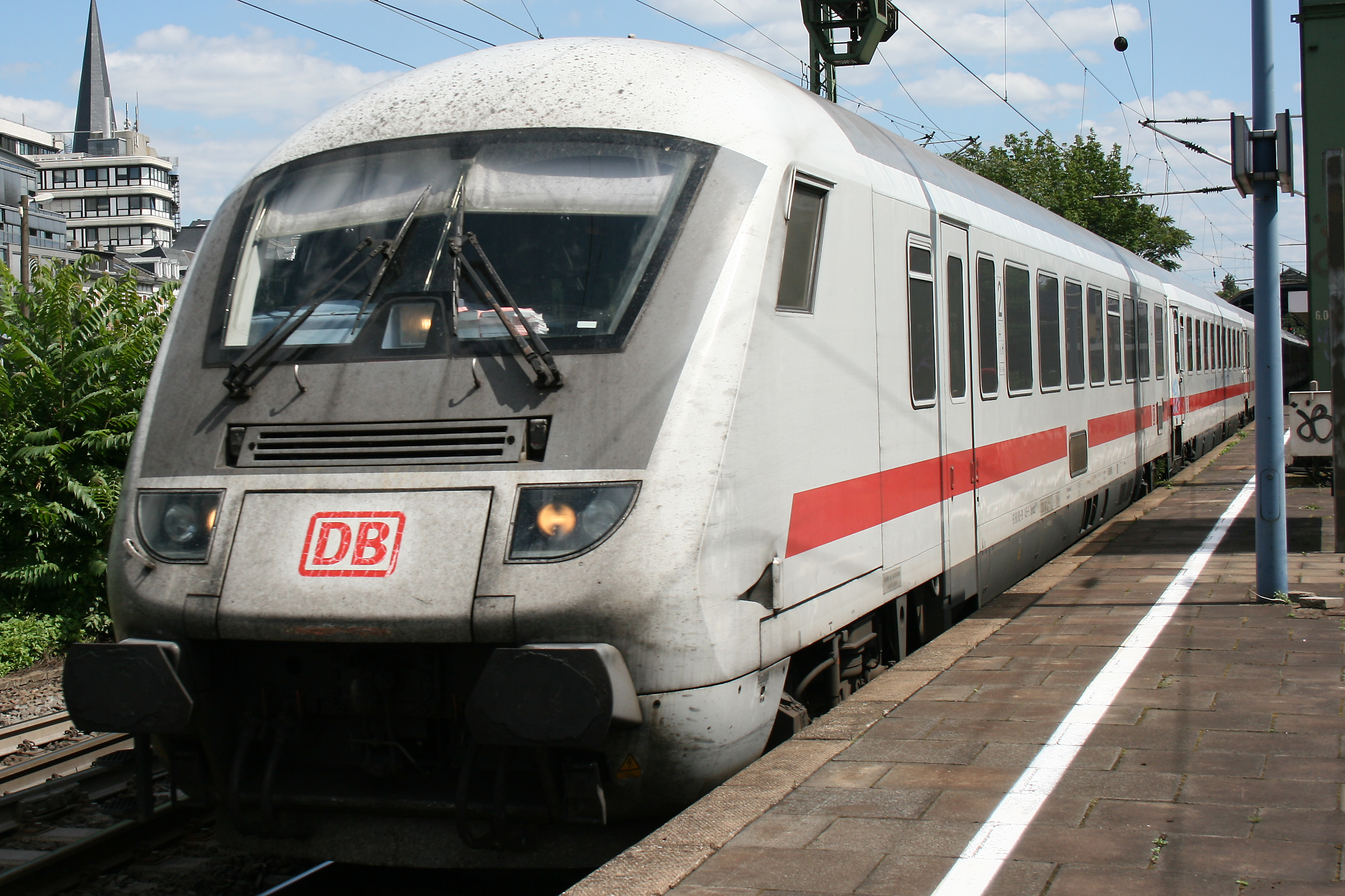
ドイツ鉄道のインターシティ

ヨーロッパでは、多くの国の長距離都市間列車はインターシティのブランド名で運行されている。ドイツなどでは１時間ごとのパターンダイヤを採用し、高頻度で利用しやすい路線網が形成されている。高速鉄道網が西ヨーロッパ諸国を中心に発達しているほか、在来線であっても、最高時速160キロあるいは200キロの高速運転がなされている場合が多い。また、国際列車が多く存在し、その頻度も高かったり国境での長時間停車を行わなかったりして日常的に利用できるようになっているのも、この地域の都市間列車の大きな特徴である。

### ロシア
シベリア鉄道をはじめとする数千キロの長距離列車が、国中に多数運行されている。最高速度250キロのサプサンのような高速列車もごく一部に存在するものの、一般的には平均速度60キロ程度で遅い。

### 北アメリカ

#### アメリカ合衆国

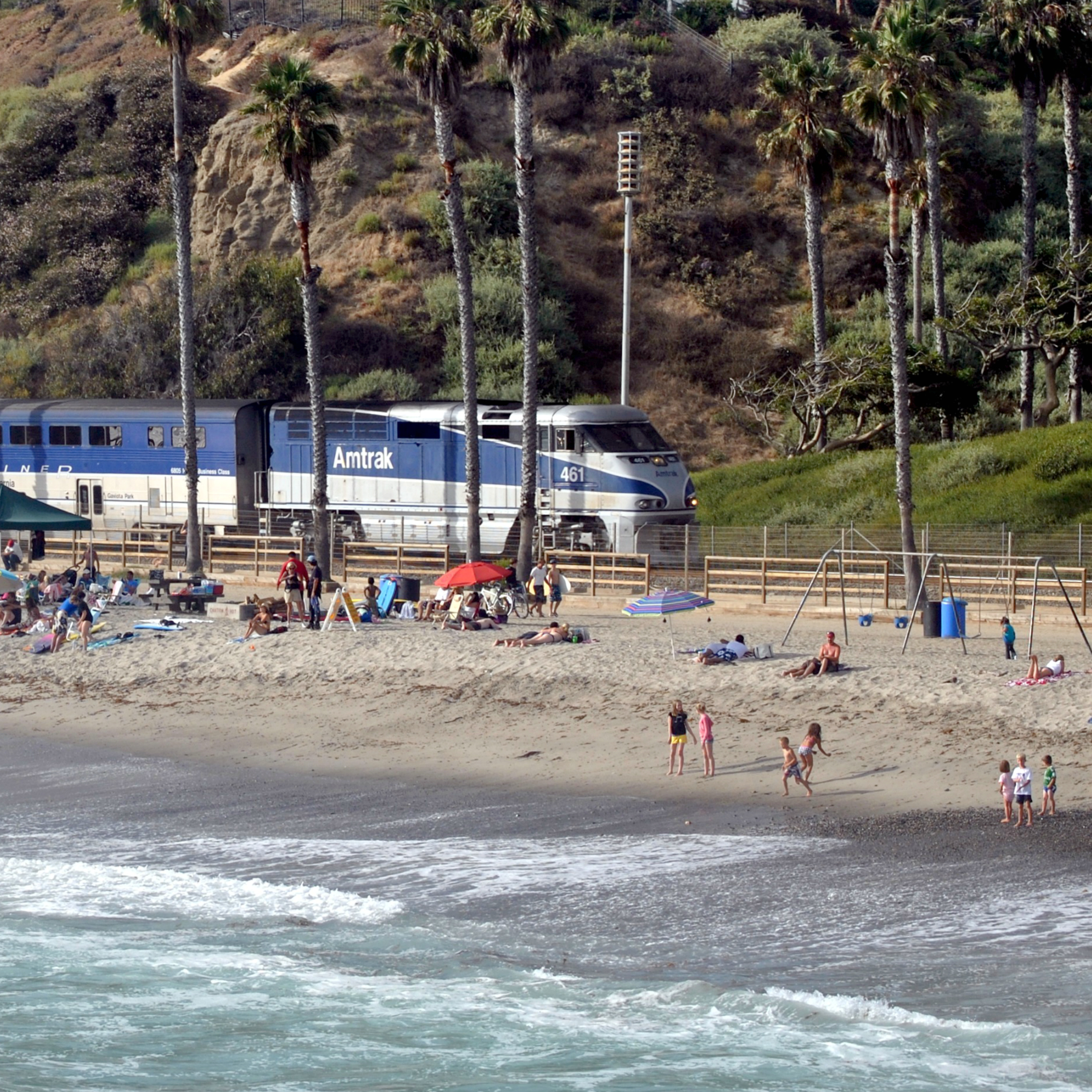
パシフィック・サーフライナー

同国の都市間鉄道は、現在、公共企業体のアムトラックにより運営されている。20世紀中盤までは、国中に私鉄による都市間鉄道のネットワークが存在したが、航空機、自動車が普及すると旅客を奪われ、人口密度が薄い国土のため鉄道が得意とする大量輸送に適さず、都市間鉄道は大きく縮小した。最終的に各私鉄が運行していた列車の運営はアムトラックに一元化された。しかし、アムトラック発足後もネットワークの縮小傾向は続いている。例外的に、ニューヨークを中心とした大都市が連なる北東回廊区間においては、アセラ・エクスプレスのような高速列車が運転され、都市間列車の本数も多く、ビジネスにも多く利用されている。このほか、カリフォルニア州のパシフィック・サーフライナーやキャピトル・コリドー、シカゴと周辺の街を結ぶ路線などは一定の利用者・本数を維持しているが、これらの他アラスカ州の州営アラスカ鉄道以外の路線では列車本数は１日１本程度に限定され（毎日運行でない路線も一部存在する）、時間に余裕のある乗客による利用が中心である。
なお、近年では全米各地で高速鉄道の新設計画が持ち上がっており、カリフォルニア高速鉄道計画のように具体的な段階に進みつつあるものもある。

#### カナダ
カナダにおいてはカナディアン・パシフィック鉄道とカナダ国有鉄道の大手2社が都市間鉄道を運営していたが、アメリカのアムトラック同様に新たに発足したVIA鉄道に移管されている。こちらもアメリカ同様に、トロントとモントリオールなどを結ぶ路線を除けば大陸横断路線のカナディアン号のように観光要素の強い列車が主である。